# Куртц, Пол
Пол Куртц (англ. Paul Kurtz; 21 декабря 1925 — 20 октября 2012) — американский философ, деятель гуманистического движения (считается одним из немногих всемирно признанных теоретиков гуманизма), научный скептик.
Почётный профессор Университета штата Нью-Йорк в Буффало, председатель Совета по светскому гуманизму, основатель журнала Free Inquiry и Комитета по научному расследованию заявлений о паранормальных явлениях.

## Ранние годы жизни
Куртц родился в Ньюарке, штата Нью-Джерси в еврейской семье, сын Сары Лессер и Мартина Курца. Получил степень бакалавра в Нью-Йоркском университете, а также степень магистра и доктора философии в Колумбийском университете.
Курц придерживался левых взглядов в молодости, но служба в армии США во время Второй мировой войны показала ему, что идеология может оказаться опасной. Он видел концентрационные лагеря Бухенвальда и Дахау после того, как они были освобождены и разочаровался в коммунизме, когда столкнулся с русскими подневольными рабочими, которые были доставлены силой в нацистскую Германию, но в конце войны отказались возвращаться в Советский Союз.

## Светский гуманизм
Куртц в значительной степени повлиял на секуляризацию гуманизма. До того, как Куртц стал использовать термин светский гуманизм, он воспринимался как религия (или псевдо религия), которая не включает сверхъестественное, так как изначально, этот термин получил широкую известность через христиан-фундаменталистов в 1960-х годах. Это можно увидеть в первой версии оригинального гуманистического манифеста, который ссылается на популярную книгу «Гуманизм: Новая религия», написанную в 1930-м году Чарльзом и Кларой Поттер.
Куртц использовал публичность, созданную фундаменталистами, для того, чтобы увеличить количество членов Совета по светскому гуманизму, а также лишил движение религиозных аспектов, которыми была наделена начальная версия. Он основал Центр исследований в 1991 году. В настоящее время существует около 40 центров и обществ во всем мире, в том числе в Лос-Анджелесе, Вашингтоне, Нью-Йорке, Лондоне, Амстердаме, Варшаве, Москве, Пекине, Хайдарабаде, Торонто, Дакаре, Буэнос-Айресе и в Катманду.

## Критика паранормальных явлений
Другой аспект наследия, оставленного Куртцем, это критика паранормальных явлений. В 1976-м году, комитет по научному расследованию сообщений о паранормальных явлениях (CSICOP) начал выпуск журнала Skeptical Inquirer. Так же, как и Мартин Гарднер, Карл Саган, Айзек Азимов, Джеймс Рэнди, Рэй Хайман и многие другие, Куртц был популяризатором научного скептицизма и критического мышления.
Что касается основателей современного скептического движения, Рэй Хайман утверждает, что в 1972-м году, он, вместе с Джеймсом Рэнди и Мартином Гарднером хотели сформировать комитет под названием S.I.R (Sanity In Research). Но ни у кого из них не хватало опыта управления. Вскоре, к ним присоединился Марчелло Труцци, который предоставил структуру работы комитета. Труцци привлёк проекту Пола Куртца и в 1976-м году они сформировали CSICOP.
Куртц писал:

Постоянство проявлений паранормальных явлений, я полагаю, связано с трансцендентным искушением. В моей книге с таким же названием, я представляю тезис, что паранормальные и религиозные явления имеют аналогичные функции в человеческом опыте. Они являются выражением тенденции принимать магическое мышление. Это искушение имеет такие глубокие корни в человеческом опыте и культуре, что оно постоянно вновь заявляет о себе.
Оригинальный текст (англ.)[An] explanation for the persistence of the paranormal, I submit, is due to the transcendental temptation. In my book by that name, I present the thesis that paranormal and religious phenomena have similar functions in human experience; they are expressions of a tendency to accept magical thinking. This temptation has such profound roots within human experience and culture that it constantly reasserts itself.

## Евпраксофия
Куртц ввёл термин — «eupraxsophy» (евпраксофия), для описания таких философий, как светский гуманизм и конфуцианство, которые не опираются на веру в трансцендентное или сверхъестественное. Евпраксофия является нерелигиозной философией или мировоззрением, которое подчеркивает, насколько важно жить яркой и нравственной жизнью, опираясь на такие рациональные методы, как логика, наблюдение и наука (а не вера, мистицизм или откровение). Само слово составлено из греческих слов «добро», «практика», «мудрость». Евпраксофии, как и религии, являются всеобъемлющими по своему мировоззрению, но отказываются от сверхъестественной компоненты религии и избегают «трансцендентного искушения», как выразился Куртц.